# オリエンタルエアブリッジ
オリエンタルエアブリッジ株式会社（英: ORIENTAL AIR BRIDGE CO., LTD 略称：ORC）は、長崎県に本社を置き、長崎空港をはじめ福岡空港、中部国際空港を拠点とする地域航空会社。旧社名は長崎航空株式会社。ICAOの航空会社コードは長崎航空時代から続くNGKであったが、現在ではORCを使用している。
社名は、長崎が中国・韓国など大陸との交流拠点であったという歴史的な背景をアピールするために「オリエンタル」を掲げ、そして離島を多く抱える長崎県にあって「島と本土との空の架け橋（エアブリッジ）」となることを期して命名された。
JリーグのV・ファーレン長崎のオフィシャルスポンサーであり、試合観戦チケットプレゼントなど企画を行っている。

## 歴史

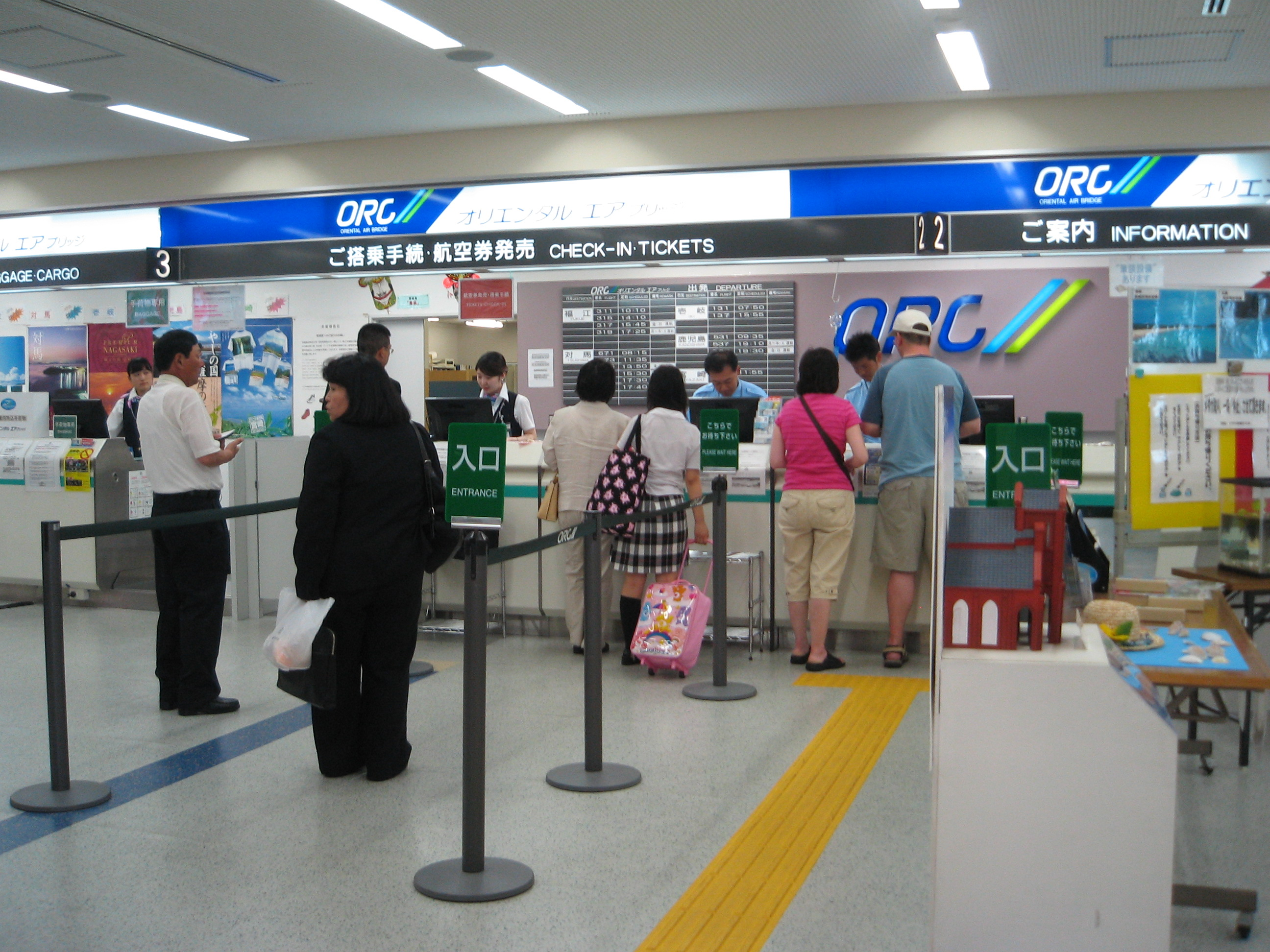
長崎空港のORCカウンター

長崎県などが出資する第三セクターの航空会社、長崎航空として1961年に設立され、長崎県内の離島空港と長崎、福岡間を定期運航してきた。
1990年代末から、従来は県OBが就任していた社長職に民間の航空関係者を招き入れる、県の出資割合を減らすなどの経営改善策を進め、2001年3月1日に現社名に変更した。同時期にそれまでの機材より大型で就航率が高い新機材DHC-8-Q200を2機（JA801B・JA802B）導入した。その後は長崎 - 五島福江・対馬・宮崎・鹿児島線などを開設する一方で、福岡路線や小型機材を使用していた上五島・小値賀線は廃止または休止した。
設立以来、航空運送事業に加えて航空機使用事業・航空機運航受託事業も行っており、測量・航空写真撮影などのほか、長崎県の漁業取締航空機のチャーター運航や防災ヘリコプター受託運航など、第三セクター企業として行政需要に応えた業務展開を図ってきた。航空機使用事業については1999年に佐賀航空（現エス・ジー・シー佐賀航空）に事業譲渡して大幅に縮小したが、航空機運航受託事業については現在も継続しており、長崎空港旧大村空港地区にある長崎県防災ヘリコプター事務所内に防災ヘリ運航部を設置し、長崎県の防災ヘリコプター「ながさき」(AS365N3) の運航・整備を受託している。

### 沿革
- 1961年
  - 6月12日：長崎航空株式会社 (NAW) 設立[6]。
  - 12月18日：不定期航空運送事業と航空機使用事業の免許を取得。機材はセスナC-172B 1機。
- 1962年
  - ベル47G 2機を保有し遊覧、宣伝、報道などのチャーター事業を実施[7]。
  - エアロコマンダー520 (JA5001) 元朝日新聞社「初風」を取得[8]。
  - 12月：保有機材はセスナ C-172B 1機、デ・ハビランド DH.104 ダブ 1機[9]。
- 1963年
  - 2月：保有機材はセスナ C-172B 1機、デ・ハビランド DH.104 ダブ 2機[10]。
  - 8月10日：大村（長崎）- 福江の定期航空運送事業の免許および認可を得る[11]。
- 9月：エアロコマンダー520 (JA5001) 老朽化廃棄[8]。
- 1964年
  - 就航路線は、大村 - 福江、大村 - 対馬、大村 - 壱岐[12]。
  - 4月：大村（長崎）- 対馬間の不定期航空の認可を受ける[13]。
- 1965年11月15日：福岡 - 壱岐間の不定期航空運送を開始[14]。
- 1966年
  - 7月15日：福岡 - 壱岐間の定期航空運送事業が認可される。使用機材はDC-3[15]。
  - 4月29日：同年2月に発生した全日空羽田沖墜落事故を受け、日本経済団体連合会は、航空企業の経営基盤強化について、ローカル線については合理化を進め、「全日本空輸株式会社、東亜航空株式会社および長崎航空株式会社は経営の合理化を促進するとともに、できる限り速やかに合併を行なうものとする」との意見を出した[16]。長崎航空の中村社長も全日本空輸 (ANA) に合併を申し入れた[17]が結局は実現しなかった。
- 1967年：長崎 - 五島福江線、福岡 - 壱岐線などをANAに委譲、旅客輸送事業から撤退。小型機による貸切、遊覧などの不定期航空運送事業と、宣伝、写真撮影などの航空機使用事業に専念[13]。
- 1977年12月：長崎 - 壱岐線の不定期旅客輸送を再開[6]。
- 1979年：ブリテン・ノーマン BN-2 アイランダーを導入。
- 1980年
  - 設立から8年間で約40万人を輸送[6]。
  - 2月6日：ブリテン・ノーマン BN-2A-26 アイランダー (JA5261) が長崎空港にて滑走路左側の芝生に不時着。機長資格取得訓練中の連続離着陸で、片側エンジンのみでの再離陸で浮揚せず着陸を断念したもの。
  - 5月：長崎 - 壱岐、壱岐 - 対馬線で定期旅客輸送を再開[13]。
- 1981年4月：長崎 - 上五島線開設。
- 1982年
  - GAF N-22/24 ノーマッドを1983年にかけて計2機（1機購入、1機リース）導入[6]。
  - 11月3日：セスナ172M (JA3741) が長崎空港進入中に大型機の後方乱気流により墜落。社員ではない操縦資格保有者が機体を借り受けて訓練中に発生したもの。
- 1984年12月：福岡 - 上五島線開設。
- 1985年12月：長崎 - 小値賀線と福岡 - 小値賀線開設。
- 1986年：経営改善五ヶ年計画を策定・実施[6]。
- 1987年：経営改善のため、GAF N-22/24 ノーマッドを売却、リース契約解除[6]。
- 1989年8月：この時点の保有機材はブリテン・ノーマン アイランダー（乗客9名）が5機、セスナ単発機（C172 3、C-206、乗客3 - 5名）が4機の計9機[6][13]。
- 1991年：長崎 - 壱岐、長崎 - 上五島、上五島 - 福岡、長崎 - 小値賀、小値賀 - 福岡の5路線で運航。以前は、壱岐 - 対馬、上五島 - 福江の島間路線が運航されていた[13]。
- 1993年4月：長崎県の防災ヘリコプター受託運航を開始。
- 1996年2月9日：ブリテン・ノーマン BN-2B-20 アイランダー (JA5322) が福岡空港から長崎空港へ機体空輸中、長崎県川棚町の高見岳西側尾根に衝突。
- 1999年4月：航空機使用事業の大部分を佐賀航空に事業譲渡。機材も移管。
- 2000年7月：福岡 - 壱岐線開設。
- 2001年
  - 3月：オリエンタルエアブリッジ株式会社 (ORC) に社名変更。
  - 7月：新機材としてボンバルディア DHC-8-Q200を導入。
  - 8月：エアーニッポン (ANK) が撤退した長崎 - 鹿児島線を開設し、離島路線以外に初進出。
- 2002年
  - 4月：長崎 - 五島福江線と大阪/伊丹 - 五島福江線開設。
  - 10月：福岡 - 五島福江線開設。
- 2003年
  - 1月：福岡 - 壱岐線廃止。
- 8月：福岡 - 五島福江線と大阪/伊丹 - 五島福江線休止。
- 9月：ANKが撤退した長崎 - 対馬線開設。
- 2005年3月：長崎 - 宮崎線開設。
- 2006年3月31日：長崎・福岡 - 小値賀・上五島線を廃止。これらの路線で使用されていたブリテン・ノーマン アイランダーは全機退役。
- 2007年5月：搭乗者累計100万人達成。
- 2008年8月：赤字路線の減便・廃止、収益が見込める路線への参入、新規機材導入の見送り、ANAとの販売提携など、経営再建計画を公表[18]。
- 2009年
  - 1月：ANAとコードシェアおよびシステム提供などの業務提携について基本合意書を締結[19]。
  - 11月1日：ANAとのコードシェア運航を開始、長崎 - 宮崎線廃止、福岡 - 五島福江線開設[20]。
- 2010年10月：保有機材のうち1機 (JA802B) が新塗装となり再就航。
- 2011年5月28日：旅行会社のクラブツーリズムと連携し、五島福江 - 壱岐間にチャーター便の運航（月に3 - 4回）を開始[21]。
- 2012年3月31日：長崎 - 鹿児島線廃止。
- 2013年3月7日：同年9月にかけて、旅行会社JTBの東京発周遊ツアー「五島列島と長崎・天草4日間～世界遺産候補地長崎の教会群とキリスト教関連遺産の地を訪ねて」として、五島福江から、熊本県天草市の天草空港まで、合計9便のチャーター便を運航[22]。
- 2014年2月12日：長崎空港において保有機材JA801Bが6回の連続離着陸訓練を実施中、14時22分に4回目の着陸時に、強めの接地となった。着陸後の点検で胴体前方外板や前脚部品の損傷が確認され、航空事故として調査された。
- 2017年
  - 10月29日：福岡 - 宮崎線就航。ANAウイングス機材、ORC乗務員で運航される。
  - 12月：Q200が不具合に伴い両機ともに使えない状態になるアクシデントが発生し、期間中ANAウイングスのDHC-8-Q400による臨時便が福岡 - 五島福江線で運航された。
- 2018年10月28日：福岡 - 小松線就航。ANAウイングス機材、ORC乗務員で運航。
- 2019年
  - 7月5日：国土交通省大阪航空局はORCが規定に従わない不適切な航空機整備をしていたとして航空法に基づく業務改善勧告と安全統括管理者への警告を出し、8月5日までに再発防止措置の報告を求めた[23]（後述）。
  - 10月25日：この日設立された「地域航空サービスアライアンス有限責任事業組合」（現・地域航空サービスアライアンス協議会、EAS LLP）に、ANA・日本航空 (JAL)・日本エアコミューター (JAC)・天草エアライン (AMX) の4社とともに参加[24]。
- 2020年3月29日：福岡 - 対馬線就航。ANAウイングス機材、ORC乗務員で、Q400追加による機内飲料サービス実施に伴いカフスを省いた新制服での運航開始[25]。
- 2022年
  - 8月3日：経年が進んでいたQ200の後継機として、フランスATR社製のATR 42-600購入契約を締結[26]。
  - 10月30日：EAS LLP加盟各社による協業の一環として、JALとのコードシェアを開始[27]。
  - 12月15日：ATR 42-600 初号機受領、同月21日長崎到着[28]。
- 2023年
  - 3月26日：中部 - 宮崎・秋田線就航[29]（ANAから事実上の路線移管[30]）。ANAウイングス機材、ORC乗務員で運航。
  - 7月1日：福岡発宮崎行きORC67便（ANAウイングス機材）が熊本上空を飛行中、エンジンから漏れた潤滑油が機内に入り込んで気化し、白い霧状の気体が機内に発生した[31]ため宮崎空港に緊急着陸。乗客35名・乗員4名は緊急脱出し、怪我人はなかった[32]。この日に定期運航が開始されたATR 42-600型機の就航記念式典が同日長崎空港で開かれる予定だったが、このトラブルの影響で中止になった[33]。
  - 10月29日：福岡 - 中部線就航[34]。ANAウイングス機材、ORC乗務員で運航[35]。
- 2024年
  - 6月30日：DHC-8-201 退役。

## 就航路線
- 長崎 - 壱岐、対馬、五島福江
- 福岡 - 小松、対馬、五島福江、宮崎
- 名古屋/中部 - 秋田、福岡、宮崎

全便がANAとのコードシェア便となっている。DHC-8-Q400運航便はANAウイングス機材・ORC乗務員、ATR運航便は自社機材・乗務員を用いる。2022年10月30日からは長崎県内空港乗り入れ路線でJALともコードシェアを行っている。
壱岐空港は滑走路長が1,200 mのため、DHC-8-Q400では安全運用制限によって大幅な旅客定員減を伴うことから、壱岐路線では基本的に同型機の運用はない。他の長崎県内空港就航路線でも同様の理由で主にATR 42が運用されるため、曜日によって運航便数、時間が変更になることがある。

## 機材

### 運用機材

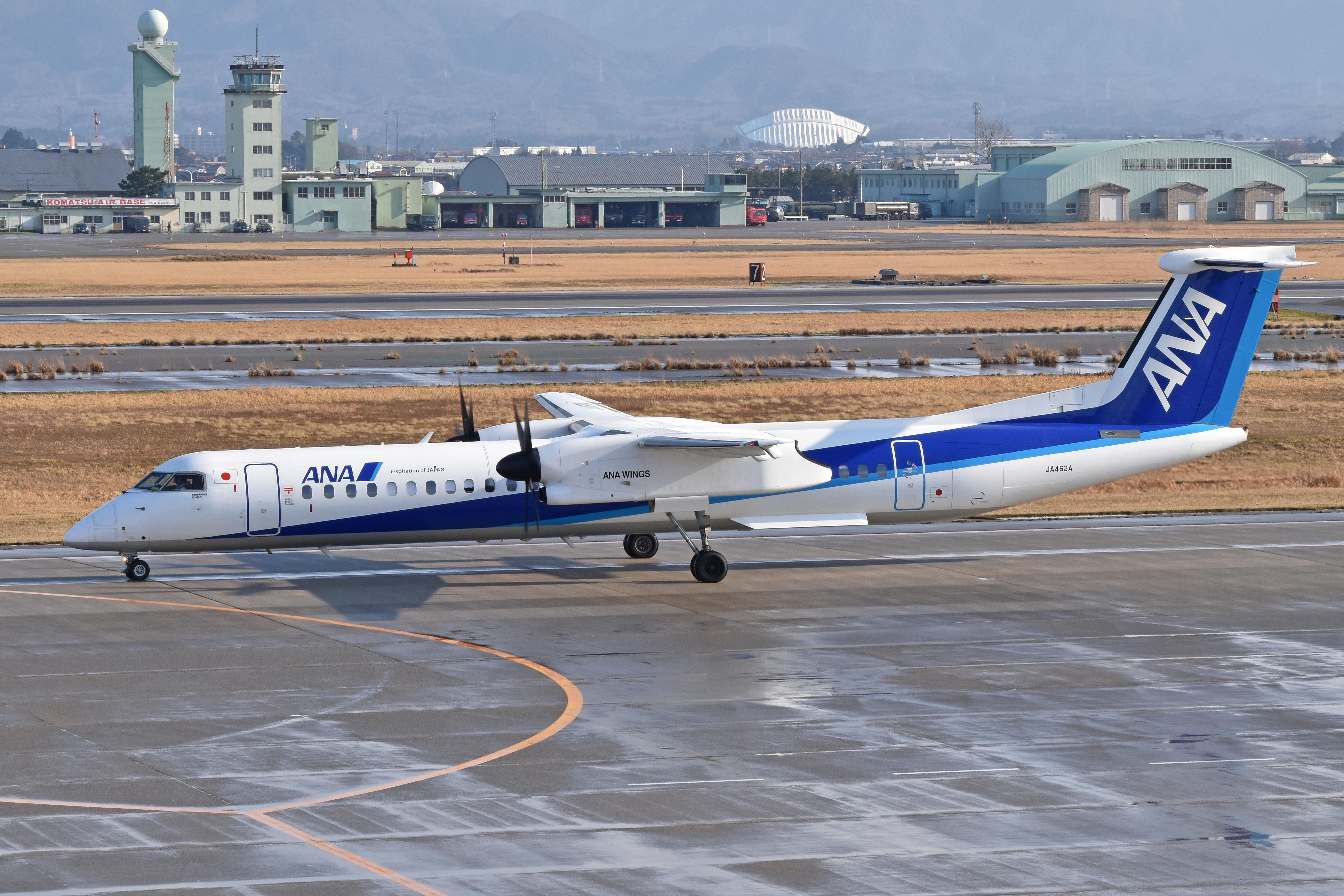
ボンバルディア DHC-8-Q400（ANAウイングス機材）JA463A 小松飛行場

ターボプロップ機を2機保有・運用している。またこれに加え、ANAウイングス機材を3機共通事業機をリース運用している。
| オリエンタルエアブリッジ 運用機材一覧 ※ANAウイングスとの共通事業機を除く | オリエンタルエアブリッジ 運用機材一覧 ※ANAウイングスとの共通事業機を除く | オリエンタルエアブリッジ 運用機材一覧 ※ANAウイングスとの共通事業機を除く | オリエンタルエアブリッジ 運用機材一覧 ※ANAウイングスとの共通事業機を除く | オリエンタルエアブリッジ 運用機材一覧 ※ANAウイングスとの共通事業機を除く | オリエンタルエアブリッジ 運用機材一覧 ※ANAウイングスとの共通事業機を除く |
| 機体型式                                                                 | 機体番号                                                                 | 製造番号                                                                 | 初飛行年月日                                                             | 受領年月日                                                               | 備考                                                                     |
| ------------------------------------------------------------------------ | ------------------------------------------------------------------------ | ------------------------------------------------------------------------ | ------------------------------------------------------------------------ | ------------------------------------------------------------------------ | ------------------------------------------------------------------------ |
| ATR 42-600                                                               | JA10RC                                                                   | 1612                                                                     | 2022年10月                                                               | 2022年12月15日                                                           | Y48席 新造機                                                             |
| ATR 42-600                                                               | JA20RC                                                                   | 1615                                                                     | 2023年6月12日                                                            | 2023年6月30日                                                            | Y48席 新造機                                                             |

- ATR 42-600（機体番号：JA10RC[39], JA20RC[40]）

座席数は48席。五島灘を飛ぶ海鳥をイメージした新たな機体デザインが採用されており、安心・安定感を与えるボールド系のフォントを使った新たなロゴタイプが採用された。離島路線で使用されることから、患者搬送用のストレッチャー搭載に対応している。また日本国内向けの同型機としては初めて、化粧室内に折り畳み式おむつ交換台が装備された。
1機目のJA10RCは2022年10月にATR組立工場があるフランスのトゥールーズで初飛行後、同年12月15日に引き渡され、長崎空港に同月21日到着した。乗員、整備士は2022年からシミュレーターや座学訓練を実施しており、2023年1月11日より慣熟訓練を行っていた。当初は2023年7月1日から運航開始の予定だったが、同年5月9日、運用中のDHC-8-Q200で2機とも機材不具合が発生し、欠航を避けるためJA10RCが同日の壱岐路線ORC43/44便に投入され、これが同機初の営業運航となった。定期運航は当初予定通り同年7月1日から開始され、長崎発五島福江行きORC77便が初便となった。
2機目のJA20RCは2023年6月30日にトゥールーズで受領し、同年7月5日に長崎空港に到着。同年より長崎県内離島路線に就航。
- ボンバルディア DHC-8-Q400（ANAウイングスとの共通事業機）

ANAウイングスが24機運航するQ400を使用。特定の機材のみ使用するわけではなく、日によって運航機材は変わる。当初は2機が運用されていたが、後述の後継機問題もあり2020年春以降は3機が運用されている。Q400で運航される便は、ORCのパイロット・客室乗務員が担当するが、機材はANAウイングスとの共通事業機であるためANAの塗装となる。

### 機材更新
2001年に2機が導入されたDHC-8-Q200型機は経年とともに老朽化が進み、故障やそれに伴う欠航・引き返しが増えていった。ORCが就航する離島の住民は、結婚式などの重要な用件で本土へ移動する際には、ORCではなくあえて船便を利用する場合もあったほどで、「飛べない飛行機」との評判も取るようになっていた。また現場の整備士もこれ以上欠航は出せない重圧を感じながら業務に従事していた。
2機はそれぞれ2019年と2020年に構造寿命を迎えるため、2016年には更新機材の方針を決定する必要に迫られた。同機種は開発元のボンバルディア社ですでに製造が終了しており、2013年には更新機材の候補がATR社のATR 42に絞られ、導入の検討がされた。壱岐空港の滑走路設備の都合上、Q200より大型のDHC-8-Q400では定員を大幅に減らしての運用が必要となるため、空港設備を運営する行政との間で、重量制限したQ400の導入、滑走路延長、パイロット・整備士を養成のうえでATR 42を導入、などの案で交渉が続いた。
2016年になり国土交通省内に「持続可能な地域航空のあり方に関する研究会」（座長：東京女子大学教授竹内健蔵）が設置され、議事進行の過程において、ANA系列のANAウイングスが運用しているQ400をリース導入し、福岡 - 宮崎線を開設することを明らかにした。2017年10月、ANAウイングスの機材であるQ400を使用して福岡 - 宮崎線を開設。福岡 - 五島福江線の一部もQ400で運航開始された。
また、「持続可能な地域航空のあり方に関する研究会」での議論をもとに、日本エアコミューター (JAC) と天草エアライン (AMX) が導入済みのATR 42共通運用にORCが合流し、JAC・AMX・ORCの3社が系列を超えて、機材の統一、運航・整備業務の共同化を模索するため、ANA・日本航空 (JAL) の大手2社を含めた有限責任事業組合 (LLP) を2019年度中に設立することに3社が合意。経営改善効果の試算や運営ルール作りを開始し、経営統合については継続課題とし、組合設立後3年を経過した時点で組合の取組結果についての総括検証を行うこととなった。2019年10月に「地域航空サービスアライアンス有限責任事業組合」が設立された。
機材更新については、当面のつなぎとして中古のQ200を調達する方針であると2019年3月に報じられ、また同年12月4日の報道では、1機は翌2020年3月に同機種の中古機を購入して更新し4年程度使用する予定、もう1機は機種未定でリースを検討し、ATRの導入には乗務員訓練など運用体制構築のため約3年の準備期間が必要であり、Q200からATRへの移行は検討中と伝えられた。2020年1月22日にORCよりプレスリリースが発表され、JA801Bは2020年春に同機種中古機を購入し入れ替えで退役予定、JA802Bを次期後継機導入までの間、曜日運航・補航便・訓練便・チャーター便などとして運航回数を減らしながら予備機として運用し、さらに同年夏ダイヤからANAウイングスとの共通事業機Q400を1機リース運用で追加、自社路線乗り入れ可能空港での運用にも拡大し、後継新機種については3年の準備期間を設け2023年以降の導入を目指すこととなった。
JA801Bの後継機 (JA803B) は2020年春に受領し運航開始の予定であったが、新型コロナウイルスの流行のため購入先のカナダから移送手続きができない状態となり、一部減便および運航時刻を調整変更して対応していた。9月になりカナダからアラスカ - ロシア - 新千歳を経由し移送する目途が立ち、10月2日夜に長崎空港に到着した。
2021年12月にORCから発表されたプレスリリースにて、2022年度よりATR 42-600を2機導入し、2023年度中に定期便に投入する方針が示された。2022年7月のファーンボロー国際航空ショーにて初号機を発注。次いで発注された2号機とあわせ、2023年から営業運航に投入された。
ATR 42の導入と前後して、Q200は限界離着陸回数（80,000サイクル）に達することに伴い、相次いで退役した。JA801Bは2022年8月23日の対馬発長崎行きORC62便、JA802Bが2023年9月21日の壱岐発長崎行きORC44便、JA803Bが2024年6月30日の壱岐発長崎行きORC44便が、それぞれ最後の運航となった。JA801Bは2022年9月に登録抹消され解体、JA802Bはオーストラリアの機体整備会社へ売却され、2023年11月29日に離日した。

### 退役機材
- 定期航空運送事業用

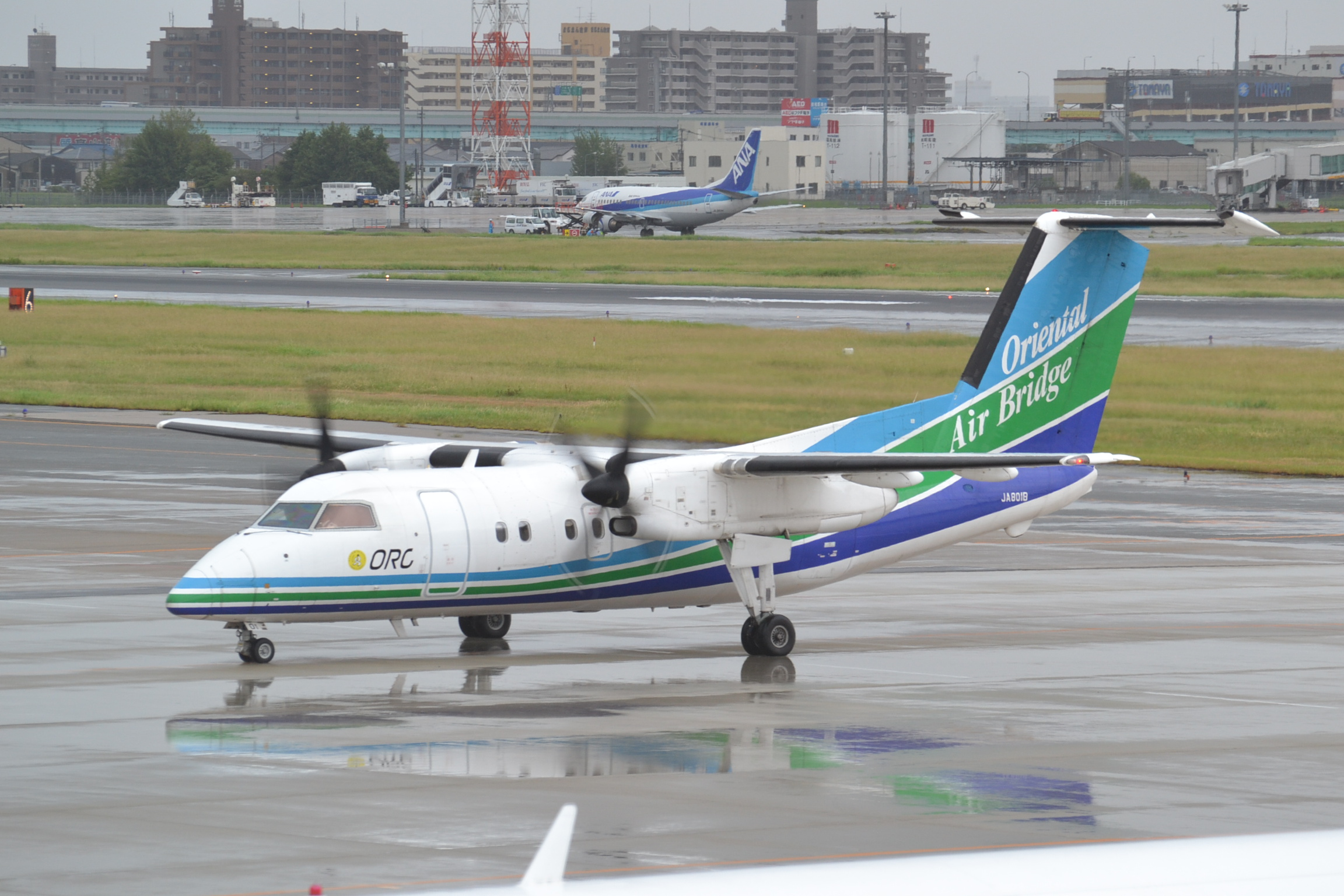
ボンバルディア DHC-8-Q200 JA801B 福岡空港

  - GAF ノーマッド：比較的利用客の多い路線向けとして1982年に2機を導入。長崎 - 壱岐線などで使用したが、1987年に運航を終了し新中央航空へ移籍。
  - BN-2 アイランダー：2006年3月退役。
  - ボンバルディア DHC-8-Q200：詳細は前述#機材更新節を参照。
- 航空機使用事業用
  - セスナTU206
  - セスナ 172
  - 航空機使用事業用の機材は、測量・航空写真撮影などのほか、長崎県の漁業取締航空機としてのチャーター運航にも使用された。1999年以降は、事業譲渡に伴ってエス・ジー・シー佐賀航空に移管されている。エス・ジー・シー佐賀航空も長崎空港内に長崎支店を開設し、漁業取締航空機運航などに対応している。

## 不祥事・トラブル

### 整備不良
2019年6月6日、整備担当者が運航後機体 (JA801B) を整備した際、左側のエンジンに取り付ける発電機からオイルが漏れているのを発見したが、この担当者はメーカーに連絡したり、部品を交換したりするなどの必要な整備を行わず、翌日の別担当者へ口頭で申し送りを行ったのみで整備記録を残さなかった。また申し送りを受けた別担当者も、前日より漏洩量が増え運航中支障が出る可能性があったにもかかわらず、オイル漏れの箇所をキャップで塞いだだけでそのまま6日間にわたって運航させた。さらに、同月13日にこの発電機を交換した際にも、他の担当者が別の機体で要修理として取り外していた発電機を代わりに取り付けて運航させていた。ORCは同月17日に国土交通省大阪航空局に報告を行い、これを受けて大阪航空局が立ち入り検査を行った結果、法律で求められる整備規程に違反する不適切な整備が行われていたことが判明した。これに対して、7月5日に航空法に基づく業務改善勧告と安全統括管理者への警告が発出され、同年8月5日までに再発防止措置を報告することが求められた。
また、この事案は2019年6月14日に整備部長が認識していたが、発電機が要修理品と交換されたことを重大事態と認識しなかったために、詳細確認は6月17日、安全統括管理者への報告は同月19日となった。さらに報告後対応も不十分だったため、国土交通省は安全管理体制が機能していないと判断してORCの安全管理システムなどの再構築を求め、改善措置を講じるよう警告を行った。これが実施されない場合、安全統括管理者の解任を命ずることがあるとした。

### アルコール検査違反
2024年5月18日、前夜の会社歓送迎会で飲酒した整備士が、出勤前のアルコール自主検査濃度超過を申告せず、さらに就業前未検査のうえ就業し、機体 (JA803B) の飛行前点検および防氷装置修理作業を行った。作業後のアルコール検査で濃度超過が検出され、飛行前点検は他の従事者にやり直しさせたが、除氷装置修理作業については同様の措置を取らず、また作成途中だった整備記録は破棄したため、同じシフトで勤務していた他の整備従事者の話を聞いた整備部員が5月21日に管理職に報告するまで発覚が遅れた。事態判明後、当該機は21日夜に目視点検および作動点検点検を実施のうえで翌22日に運航されたが、22日夜に適切な整備作業が行われたことが確認できなかったため、23日より運航を停止した。この結果、18日から22日までの間、30便が整備不適切状態で運航されていた。またこれ以外にも過去に遡って確認可能な記録上3件のアルコール検査記録漏れも判明した。これに対して、大阪航空局は6月28日に航空法に基づく業務改善勧告および安全統括管理者の職務に関する警告を発出し、同年7月26日までに再発防止措置を報告することを求めた。

### 退職者による航空保安情報の不正持ち出し
ORCで安全推進室の管理職として勤務していた元社員が、2022年11月25日頃より同社の航空保安情報など保安対策に係る営業秘密に該当するデータを不正に持ち出していたことが2023年8月に判明。長崎県警察はこの元社員を不正競争防止法違反（営業秘密領得）容疑で同年8月9日に長崎地方検察庁に書類送検した。元社員は持ち出し直後にトキエアに転職し、同様に安全推進室で管理職となっていたが、本件を理由に降格となっている。持ち出された情報の悪用や、第三者の関与はなかったとみられているものの、事態を重視した国土交通省は、ORCに対し再発防止策を提出するよう求めた。